# Afrarchaea fernkloofensis
Afrarchaea fernkloofensis là một loài nhện trong họ Archaeidae. Loài này phân bố ở Nam Phi.